# Yokohama-Vorfall
Der Yokohama-Vorfall (japanisch 横浜事件, Yokohama jiken, auch „Tomari-Vorfall“ (泊事件) nach dem Ausgangspunkt) war der Beginn einer Serie repressiver Vorgänge und Verhaftungen durch die Spezialeinheiten der japanischen Polizei während des Zweiten Weltkriegs.

## Übersicht
1942 veröffentlichte der Journalist Hosokawa Karoku (1888–1962) in der August- und Septemberausgabe des Magazins „Kaizō“ (改造) einen Artikel mit dem Titel „Sekai-shi no dōkō to Nihon“ (世界史の動向と日本), etwa „Japan und die Tendenzen der Weltgeschichte“. Der Artikel hatte zwar die Vorzensur des Innenministeriums passiert, der Chef der Propagandaabteilung der Armee, Yahagi Nakao, kritisierte den Artikel als prokommunistisch scharf.
Spezialeinheiten der Yokohamer Polizei verhafteten Hosokawa und andere. Nach und nach kamen zwischen 1942 und 1945 mehr als 30 Journalisten, von denen die meisten dem Kaizō oder dem Magazin Chūōkōron oder dem Iwanami-Verlag verbunden waren, ins Gefängnis. Grundlage dafür war die 1941 revidierte Fassung des „Gesetzes zur Einhaltung des öffentlichen Friedens“ (治安維持法, Chian iji hō) von 1923. Im Juli 1944 mussten Kaizō und Chūōkōron ihr Erscheinen einstellen. Bis zum Ende des Krieges im August 1945 kam es zu keinem einzigen Gerichtsverfahren gegen die Journalisten. Nach Kriegsende kamen die Inhaftierten frei, drei Inhaftierte waren aber unter der harten Behandlung gestorben.
Der Vorfall ist auch als „Tomari-Vorfall“ bekannt, weil Hosokawa sich an seinem Heimatort Tomari (Präfektur Toyama) im Restaurant „Monza“ (紋左) mit sechs Bekannten getroffen hatte und anhand eines Foto von dort die erste Überprüfung durch die japanische Polizei erfolgte. Das Buch von Ishikawa Tatsuzō mit dem Titel „Kaze ni soyogu ashi“ (風にそよぐ葦) – „Im Wind säuselndes Schilf“ – aus den Jahren 1949 bis 1951 basiert auf diesen Vorfällen.